# Претъпкано
„Претъпкано“(на английски: Crowded буквално „Пренаселено“) е американски ситком, който започва излъчване на 15 март 2016. NBC прекратява сериала след 13 епизода, поради нисък рейтинг.

## Сюжет
Майк и Мартина Мур, отлагат плановете си, за да се наслаждават на новата си свобода, когато двете им пораснали дъщери Стела и Шея неочаквано се връщат в Сиатъл. Момичетата, не знаят какво да правят в пост-студентски живот и решават да се върнат у дома и да останат за постоянно. В същото време, Майк научава че пенсионираният му баща Боб и мащехата му Алис са в града и са се отказали от плановете си да се преместят във Флорида. Семейство им трябва да се научи да живеят отново заедно, въпреки негодуванието на Майк и Мартина.

## Актьорски състав и герои

### Главни герои
- Патрик Уорбъртън като Майк Мур, пилот на хеликоптер
- Кари Престън, като Мартина Мур, психолог
- Миранда Косгроув като Шея Мура, най-малката дъщеря на Майк и Мартина и има Астрофизична степен Доктор по икономика от масачузетския технологичен институт.
- Миа Серафино, като Стела Мур, най-голямата дъщеря на Майк и Мартина. Стела има диплома по театрално изкуство и се опитва да намери начин, за да го използва.
- Стейси Кич, като Боб Мур, бащата Майк, който е пенсиониран служител на полицията
- Карлис Бърк като Алис Мур, втора жена на Боб и мащеха на Майк

### Повтарящи се
- Клифърд Макгий, като Итън, син на Алис от предишния ѝ брак и доведен брат на Майк. Итън е успешен професионален голф играч, но след няколко лоши инвестиции, загубва богатството си и се премества в къщата на Майк, докато си стъпи на краката.